# Филоктет (Эсхил)
«Филоктет» (др.-греч. Φιλοκτήτης) — трагедия древнегреческого драматурга Эсхила (первая половина V века до н. э.), часть цикла, посвящённого Троянской войне. Её текст утрачен за исключением ряда небольших отрывков (249—257 Radt).
Заглавный герой пьесы — участник похода ахейцев на Трою, брошенный ими в пути на Лемносе из-за зловонной раны. Позже греки узнают из пророчества, что не смогут взять Трою без Филоктета. Они направляют на Лемнос Одиссея, тому удаётся смягчить озлобленного героя и убедить его принять участие в осаде. От всего текста трагедии сохранился только набор небольших фрагментов.
Позже мифу о Филоктете посвятили свои трагедии Софокл (текст сохранился) и Еврипид (текст утрачен). Дион Хризостом в одной из своих работ провёл сравнительный анализ всех трёх пьес